# Lista över Swazilands premiärministrar
Detta är en lista över Swazilands regeringschefer.
| Regeringschef                   | Tillträde         | Avgång            |
| ------------------------------- | ----------------- | ----------------- |
| Makhosini Dlamini               | 16 maj 1967       | 31 mars 1976      |
| Maphevu Dlamini                 | 31 mars 1976      | 25 oktober 1979   |
| Ben Nsibandze (tillförordnad)   | 25 oktober        | 23 november 1979  |
| Mabandla Dlamini                | 23 november 1979  | 25 mars 1983      |
| Bhekimpi Dlamini                | 25 mars 1983      | 6 oktober 1986    |
| Sotsha Dlamini                  | 6 oktober 1986    | 12 juli 1989      |
| Obed Dlamini                    | 12 juli 1989      | 25 oktober 1993   |
| Andreas Fakudze (tillförordnad) | 25 oktober 1993   | 4 november 1993   |
| Jameson Mbilini Dlamini         | 4 november 1993   | 8 maj 1996        |
| Sishayi Nxumal (tillförordnad)  | 8 maj 1996        | 26 juli 1996      |
| Barnabas Sibusiso Dlamini       | 26 juli 1996      | 29 september 2003 |
| Paul Shabangu (tillförordnad)   | 29 september 2003 | 26 november 2003  |
| Themba Dlamini                  | 26 november 2003  | 18 september 2008 |
| Bheki Dlamini (tillförordnad)   | 18 september 2008 | 23 oktober 2008   |
| Barnabas Sibusiso Dlamini       | 23 oktober 2008   | 5 september 2018  |
| Vincent Mhlanga (tillförordnad) | 5 september 2018  | 29 oktober 2018   |
| Ambrose Mandvulo Dlamini        | 29 oktober 2018   | 13 december 2020  |
| Themba N. Masuku                | 13 december 2020  | 17 juli 2021      |
| Cleopas Dlamini                 | 17 juli 2021      | 28 september 2023 |
| Mgwagwa Gamedze (tillförordnad) | 28 september 2023 | 4 november 2023   |
| Russell Dlamini                 | 4 november 2023   |                   |